# Gębice (Ozorków)
Gębice – część miasta Ozorkowa w województwie łódzkim, w powiecie zgierskim, do końca 1987 samodzielna wieś. Leży nad na północy miasta, w okolicy ulicy Gębickiej.

## Historia
Dawniej samodzielna wieś. Od 1867 w gminie Leśmierz w powiecie łęczyckim. W XIX wieku Gębice liczyły 161 mieszkańców. W okresie międzywojennym należała do w woj. łódzkim. W 1921 roku liczba mieszkańców wynosiła 263. 1 września 1933 utworzono gromadę Gębice w granicach gminy Leśmierz, składającą się ze wsi i osady Gębice oraz wsi i folwarku Wróblew. Podczas II wojny światowej włączone do III Rzeszy.
Po wojnie Gębice powróciły do powiatu łęczyckiego w woj. łódzkim jako jedna z 20 gromad gminy Leśmierz. W związku z reorganizacją administracji wiejskiej jesienią 1954, Gębice weszły w skład nowej gromady Solca Wielka. W 1971 roku ludność wsi wynosiła 218.
Od 1 stycznia 1973 w nowo utworzonej gminie Ozorków w powiecie łęczyckim. W latach 1975–1987 miejscowość należała administracyjnie do województwa łódzkiego.
1 stycznia 1988 Gębice (113,21 ha) włączono do Ozorkowa.